# Сент-Ави-Франда
Сент-Ави́-Франда́ (фр. Saint-Avit-Frandat, окс. Sent Avit e Frandat) — коммуна во Франции, находится в регионе Юг — Пиренеи. Департамент — Жер. Входит в состав кантона Лектур. Округ коммуны — Кондом.
Код INSEE коммуны — 32364.

## География
Коммуна расположена приблизительно в 560 км к югу от Парижа, в 80 км северо-западнее Тулузы, в 38 км к северу от Оша.

## Климат
Климат умеренно-океанический. Лето жаркое и немного дождливое, температура часто превышает 35 °С. Зимой часто бывает отрицательная температура и ночные заморозки. Годовое количество осадков — 700—900 мм.

## Население
Население коммуны на 2010 год составляло 99 человек.
| 1962 | 1968 | 1975 | 1982 | 1990 | 1999 | 2010 |
| ---- | ---- | ---- | ---- | ---- | ---- | ---- |
| 136  | 126  | 119  | 113  | 92   | 85   | 99   |

## Администрация
| Период | Период | Фамилия      | Партия | Примечания |
| ------ | ------ | ------------ | ------ | ---------- |
| 2001   | 2008   | Жерар Лабу   |        |            |
| 2008   | 2020   | Серж Пиветта |        |            |

## Экономика
В 2010 году среди 61 человека трудоспособного возраста (15-64 лет) 47 были экономически активными, 14 — неактивными (показатель активности — 77,0 %, в 1999 году было 67,3 %). Из 47 активных жителей работали 44 человека (25 мужчин и 19 женщин), безработных было 3 (1 мужчина и 2 женщины). Среди 14 неактивных 5 человек были учениками или студентами, 3 — пенсионерами, 6 были неактивными по другим причинам.

## Достопримечательности
- Замок Лакассань[фр.] (XIII век). Исторический памятник с 1980 года[4]